# Ruslan Tleubaev
Rwslan Baxıtjanoviç Tlewbajev (Kazachs: Руслан Бахытжанович Тлеубаев) (Alma-Ata, 3 juli 1987) is een voormalig Kazachs wielrenner die tussen 2013 en 2018 reed voor Astana Pro Team, waar hij in 2011 een halfjaar stage liep.

## Belangrijkste overwinningen
2011
5e etappe Grote Prijs van Sotsji
2012
2e etappe deel A Vuelta a la Independencia Nacional
Punten- en bergklassement Ronde van Normandië
Coppa della Pace
3e etappe Girobio
1e etappe Ronde van de Elzas
2014
 Aziatisch kampioen op de weg, Elite
2016
2e etappe Ronde van Hainan

## Resultaten in voornaamste wedstrijden
| Jaar | Ronde van Italië | Ronde van Frankrijk | Ronde van Spanje |
| ---- | ---------------- | ------------------- | ---------------- |
| 2013 |                  |                     |                  |
| 2014 |                  |                     |                  |
| 2015 |                  |                     |                  |
| 2016 |                  |                     |                  |
| 2017 |                  |                     |                  |
| 2018 |                  |                     |                  |

| Jaar | Milaan-San Remo | Gent-Wevelgem | Ronde van Vlaanderen | Parijs-Roubaix | Parijs-Tours |  | WK op de weg |  | Wereldranglijsten |
| ---- | --------------- | ------------- | -------------------- | -------------- | ------------ |  | ------------ |  | ----------------- |
| 2013 |                 | opgave        | opgave               | opgave         |              |  |              |  |                   |
| 2014 |                 | 87e           | opgave               | 106e           |              |  |              |  |                   |
| 2015 | 140e            | opgave        | 115e                 | opgave         |              |  | opgave       |  |                   |
| 2016 |                 |               |                      |                | 32e          |  | opgave       |  |                   |
| 2017 | 109e            | opgave        |                      | opgave         |              |  |              |  | 319e (UWT)        |
| 2018 |                 |               |                      | opgave         |              |  |              |  |                   |

## Ploegen
- 2008 –  Ulan
- 2011 –  Pro Team Astana (stagiair vanaf 1-8)
- 2012 –  Continental Team Astana
- 2013 –  Astana Pro Team
- 2014 –  Astana Pro Team
- 2015 –  Astana Pro Team
- 2016 –  Astana Pro Team
- 2017 –  Astana Pro Team
- 2018 –  Astana Pro Team